# The World Factbook
The World Factbook (ISSN 1553-8133; cũng gọi là CIA World Factbook; tiếng Việt: Sách Dữ kiện Thế giới) là một ấn bản phẩm thường niên của CIA Hoa Kỳ theo kiểu thông tin niên giám về các quốc gia trên thế giới.  Factbook cung cấp thông tin giản lược về nhân khẩu, địa lý, giao thông, chính quyền, kinh tế và quân sự của 266 quốc gia, khu vực và vùng độc lập được Hoa Kỳ công nhận trên thế giới.
The World Factbook được CIA biên soạn để cung cấp tài liệu cho quan chức của chính phủ Mỹ sử dụng, và nội dung, cách thức, phạm vi của nó chủ yếu trình bày theo yêu cầu của những người sử dụng chính này. Tuy nhiên, cuốn sách này cũng được sinh viên, các ấn phẩm phi chính phủ sử dụng làm nguồn dẫn. Là một ấn phẩm của chính phủ Hoa Kỳ, bản quyền của cuốn sách này thuộc dạng phạm vi công cộng (public domain).

## Bản quyền

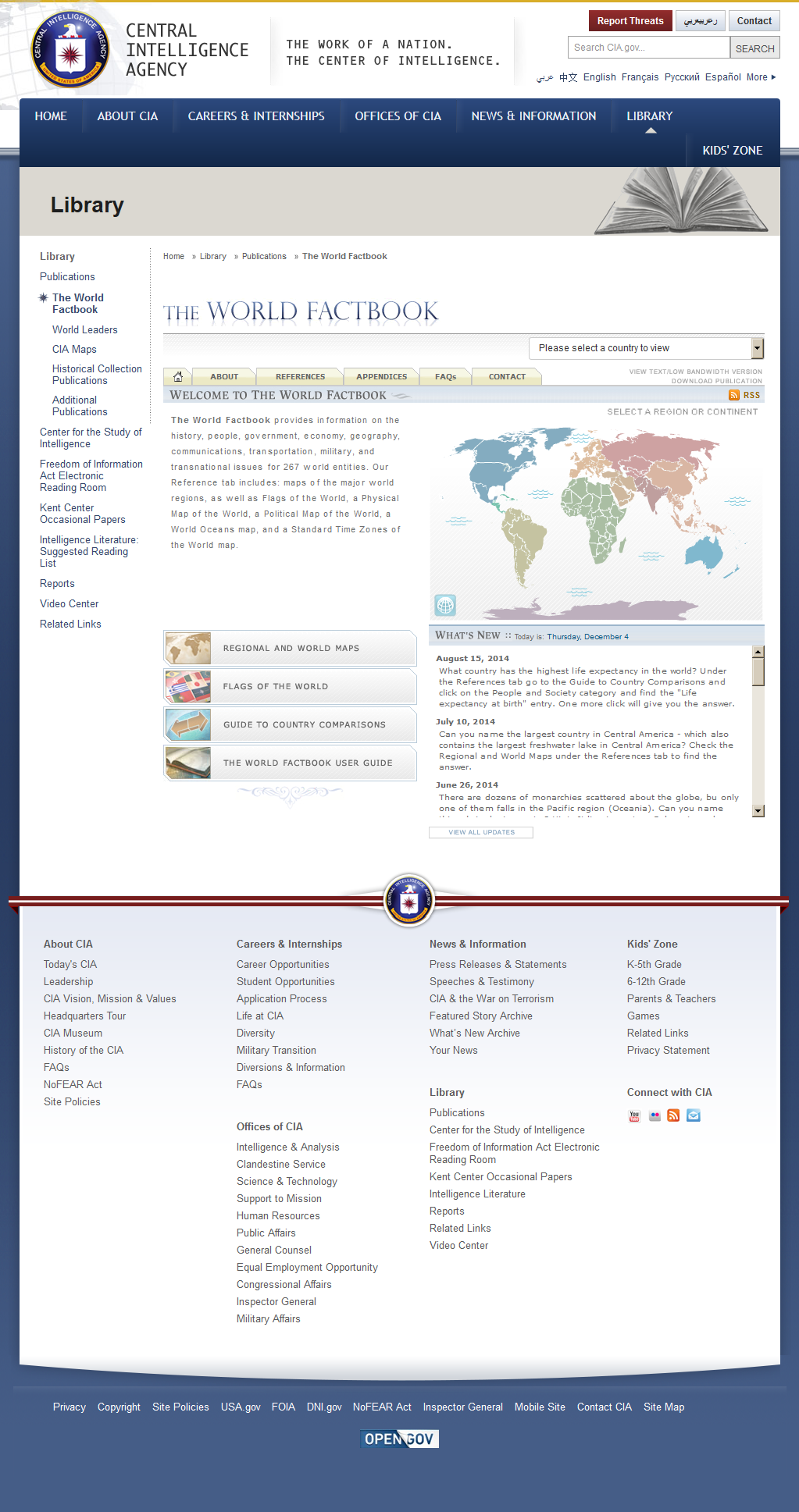
Trang web Dữ kiện thế giới vào tháng 1 năm 2008.

### Về chính trị

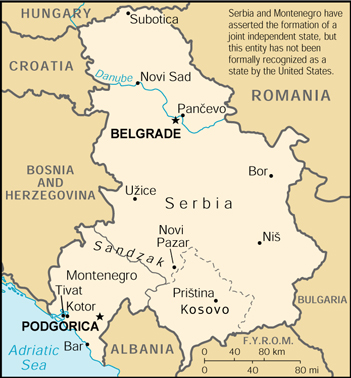
Bản đồ Nam Tư trong phiên bản 2000 của Dữ kiện thế giới. Chú ý cách lời phủ nhận được in ở góc trên tay phải. Có thể thấy cách cả hai thủ đô của hai nước cộng hòa được ghi độc lập trên bản đồ.